# Arthur E. R. Boak
Arthur Edward Romilly Boak (* 29. April 1888 in Halifax (Nova Scotia); † 16. Dezember 1962 in Ann Arbor) war ein kanadischer Althistoriker, der von 1914 bis 1958 an der University of Michigan lehrte und forschte.

## Leben

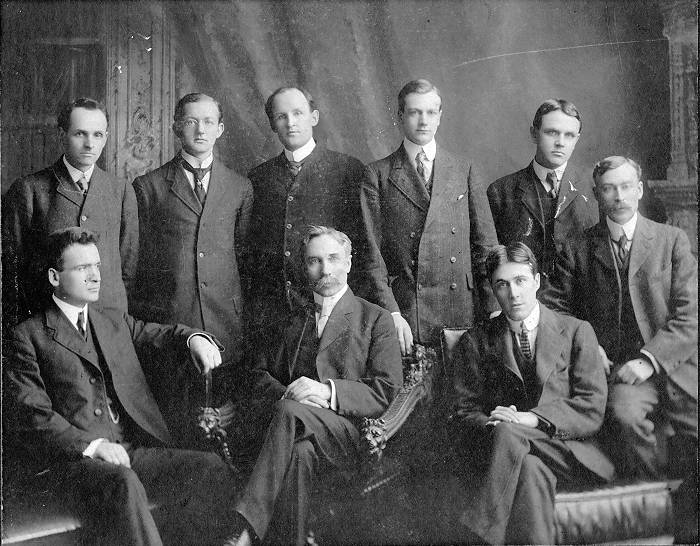
Arthur E. R. Boak (hinten, vierter von links) im Kreise seiner Kollegen an der McGill University (1908/1909)

Arthur Edward Romilly Boak war der Sohn des Anwalts Henry Westman Boak und seiner Frau Elizabeth Ballington Reid Boak. Er studierte an der Queen’s University in Kingston (Ontario). Nach dem Bachelor-Abschluss 1907 lehrte er bis 1910 als Lektor für Griechisch am Mc Gill University College of British Columbia und absolvierte parallel ein Master-Studium an der Harvard University bei William Scott Ferguson, das er 1911 abschloss.
Von 1912 bis 1916 vertiefte Boak seine Studien in Europa. Von 1912 bis 1914 studierte er in Berlin bei dem Althistoriker Eduard Meyer. 1914 wurde er in Harvard mit der Dissertation The Roman Magistrati: A Study in Constitutional History promoviert. Nach der Promotion wurde er an der University of Michigan zunächst als Instructor für Alte Geschichte angestellt, ab 1915 als Assistant Professor. Von 1914 bis 1916 (nach anderen Angaben 1913) hielt er sich an der American Academy in Rome auf. Nach seiner Rückkehr wurde er in Michigan 1918 zum Associate Professor ernannt, 1920 zum Full Professor. Von 1930 bis 1946 war Boak Vorsitzender des Historischen Instituts der Universität. 1940 wurde er Richard Hudson Professor für Alte Geschichte. Er trat 1958 in den Ruhestand. Seit 1950 war er korrespondierendes Mitglied der Bayerischen Akademie der Wissenschaften.

## Leistungen
Boak beschäftigte sich besonders mit der Geschichte der späten Römischen Republik und der Spätantike. Von seinem Berliner Lehrer Eduard Meyer übernahm er die These, dass Gaius Iulius Caesar in seinen späten Jahren die Errichtung einer Monarchie in Rom geplant habe. Diese These vertrat er auch in seinem Hauptwerk A History of Rome to 565 A. D. (erstmals New York 1921), das 1977 in der sechsten Auflage erschien (bearbeitet von William G. Sinnigen). Neben diesem Werk trat Boak durch Spezialuntersuchungen zu den römischen und byzantinischen Verwaltungsformen hervor, sowie durch vielbeachtete Papyruseditionen. 1924/25 und 1932/32 nahm Boak an Ausgrabungen der University of Michigan in Ägypten teil.

## Eishockey

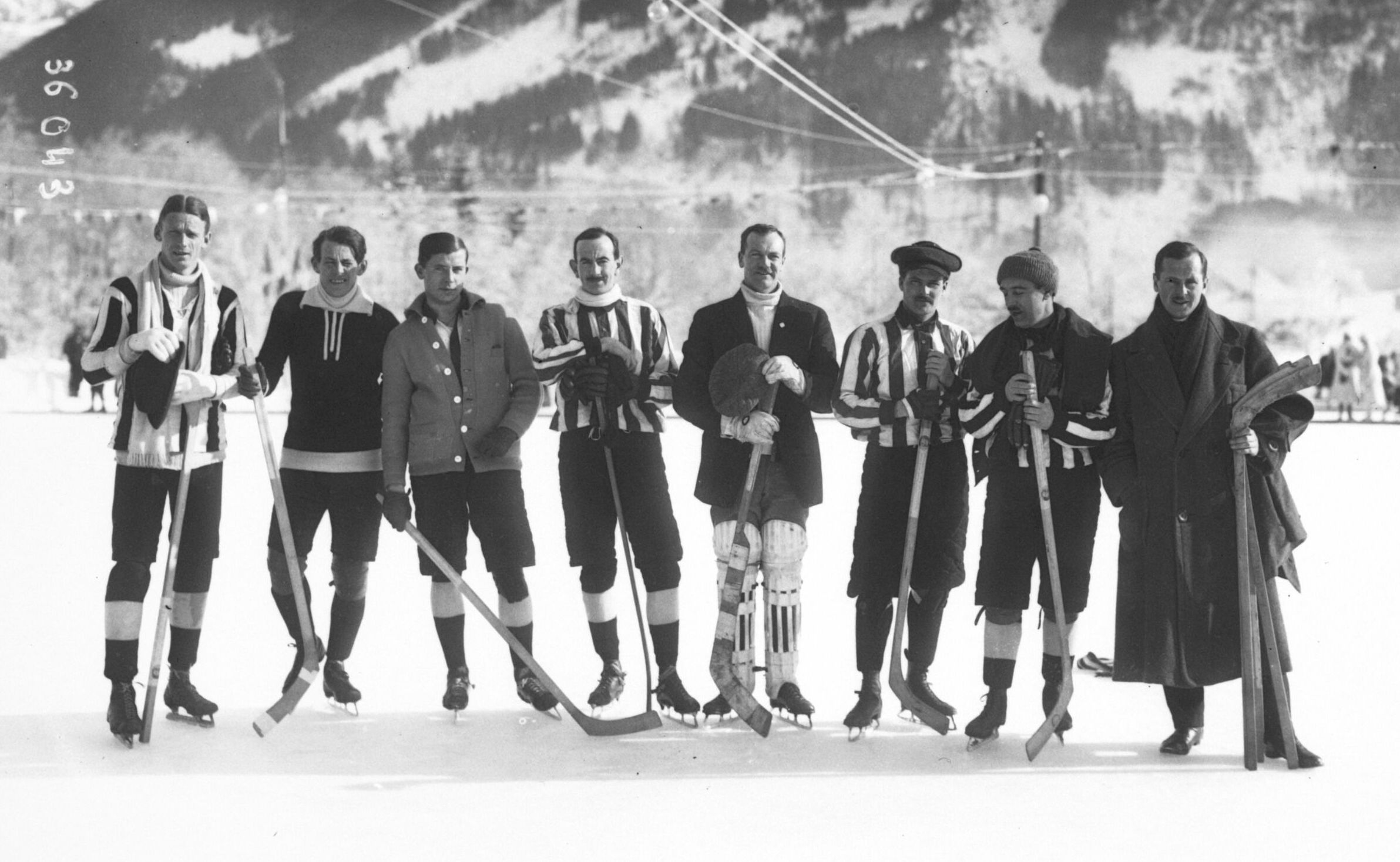
Deutsche Nationalmannschaft bei der LIHG-Meisterschaft 1914. Boak vierter von rechts.

Boak war Eishockeytorwart. Während seiner Zeit in Berlin 1912 bis 1914 spielte er beim Berliner Schlittschuhclub (BSchC) und absolvierte zudem Spiele für die Oxford Canadians und den Brussels IHC. Mit dem Schlittschuhclub gewann Boak die internationale österreichische Meisterschaft um den Ringhofferpokal 1913. Er vertrat mit dem BSchC außerdem Deutschland bei der LIHG-Meisterschaft, die man 1913 gewinnen konnte, 1914 landete man auf dem zweiten Platz.

## Schriften
- The master of the offices in the later Roman and Byzantine Empires. Macmillan, New York 1919 (archive.org).
- A history of Rome to 565 A.D. Macmillan, New York 1921 (online). Weitere Auflagen. 6. Auflage 1977, bearbeitet von William G. Sinnigen.
- mit James Eugene Dunlap: Two studies in later Roman and Byzantine administration. Macmillan, New York 1924.
- The growth of western civilization. Crofts, New York 1936. Weitere Auflagen.
- Manpower shortage and the fall of the Roman Empire in the West. University of Michigan Press, Ann Arbor 1955. Weitere Ausgaben.